# بوروو لاس

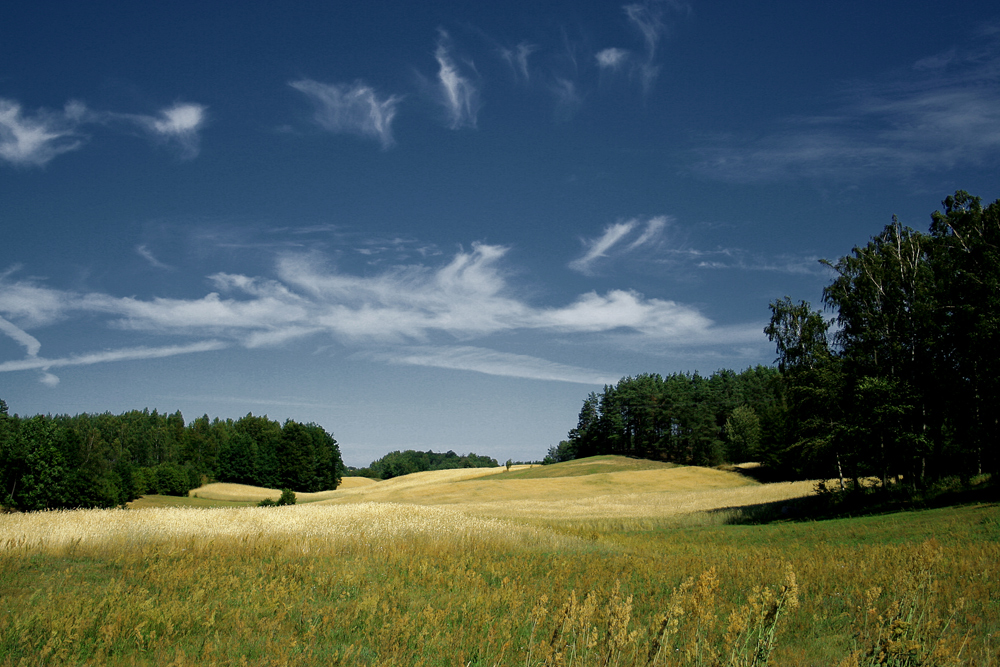
بوروو لاس روستایی کم جمعیت با دشت‌های زیبا در لهستان

بوروو لاس (به لهستانی:  Borowy Las) یک روستا در لهستان است که در گمینا شراکوویتسه واقع شده‌است. بوروو لاس ۱۴۴ نفر جمعیت دارد.